# Kõpu socken
Kõpu socken (estniska: Kõpu kihelkond, tyska: Kirchspiel Fellin-Köppo) var en socken i Fellins krets i Guvernementet Livland. Socknens kyrkby var Kõpu (tyska: Fellin-Köppo).